# جلكانيات
الجلكانيات (الاسم العلمي: Petromyzontida) أو دائريات الفم (الاسم العلمي: Hyperoartia) هو صنف حيواني يتبع طائفة اللافكيات من شعيبة الفقاريات، عليها خلاف في التصنيف تضم الجلكيات الحديثة وأقاربها المتحجرة.